# Ене Ергма
Ене Ергма (рођена 29. фебруара 1944. у Раквереу) је естонска политичарка, члан Риигикогуа (естонског парламента) и научник. Била је члан политичких партија Унија Про Патриа и Рес Публика, а пре спајања две странке, члан Рес Публика Партије. Ергма је 1. јуна 2016. најавила напуштање странке, јер је странка изгубила свој идентитет и постала популистичка. 

## Образовање и научна каријера
Ергма је стекла диплому "cum laude" (еквивалент основним/мастер академским студијама) из астрономије и докторирала физику и математику на Московском државном универзитету Ломоносов, и диплому доктора наука на Институту за свемирска истраживања у Москви. Пре уласка у политику радила је као професор астрономије на Универзитету у Тартуу, у Естонији. Године 1994. изабрана је у Естонску академију наука. Већина њених научних истраживања је урађена на еволуцији компактних објеката (као што су бели патуљци и неутронске звезде ), као и на експлозијама гама зрака.

## Политичка каријера
Од марта 2003. до марта 2006. Ергма је била председница естонског парламента а од марта 2006. до априла 2007. била је други потпредседник. 2. априла 2007. поново је изабрана за председницу Риигикогуа и задржала је ту функцију до марта 2014. 
Ергма је била једини кандидат у првом кругу председничких избора 2006. у Риигикогуу 28. августа 2006. Сакупила је 65 гласова, 3 гласа мање од најмање 2/3 гласова скупштине неопходних за изборе.
Такође се кандидовала заједно са Воли Калмом и Бируте Класом за председника Универзитета у Тартуу, али ту позицијју није добила.
Она је председница Комитета за свемирска истраживања естонског парламента. 